# Просјаци и синови
Просјаци и синови је југословенска телевизијска серија, снимана 1972. године по роману Ивана Раоса. Серија је први пут приказана од 9. фебруара 1984. године.

## Радња
Серија говори о породици просјака, деди који проси по селима у свом родном крају у Имотској крајини, и унуку Матану који наставља традиционални просјачки занат и зато одлази у Загреб. Матану ни избијање Другог светског рата не може покварити послове.

## Улоге
| Глумац             | Улога                         |
| ------------------ | ----------------------------- |
| Раде Шербеџија     | Матан Потрка (13 еп. 1972)    |
| Антун Кујавец      | доктор (12 еп. 1972)          |
| Милан Срдоч        | Јокаш (9 еп. 1972)            |
| Бисерка Алибеговић | Попрда (9 еп. 1972)           |
| Ива Марјановић     | Нуша (9 еп. 1972)             |
| Златко Мадунић     | Подливогуз (8 еп. 1972)       |
| Зденка Трах        | Ливогуза (8 еп. 1972)         |
| Стјепан Пуљић      | мали Матан (8 еп. 1972)       |
| Фабијан Шоваговић  | дјед Кикаш (7 еп. 1972)       |
| Шпиро Губерина     | дјед Дивац (7 еп. 1972)       |
| Звонко Лепетић     | Цопац (7 еп. 1972)            |
| Тана Маскарели     | баба Анђука (7 еп. 1972)      |
| Угљеша Којадиновић | Дектива (7 еп. 1972)          |
| Илија Ивезић       | Шуњо (7 еп. 1972)             |
| Власта Кнезовић    | Златка Вртирепка (6 еп. 1972) |
| Милош Кандић       | Дон Павао (6 еп. 1972)        |
| Лена Политео       | (5 еп. 1972)                  |
| Никола Цар         | Дон Петар (5 еп. 1972)        |
| Младен Црнобрња    | Антиша (5 еп. 1972)           |

 Остале улоге  ▼
| Глумац             | Улога                                            |
| ------------------ | ------------------------------------------------ |
| Јелица Влајки      | (4 еп. 1972)                                     |
| Свето Дунда        | (4 еп. 1972)                                     |
| Иво Фици           | Шалом (3 еп. 1972)                               |
| Мустафа Надаревић  | Ивиша (3 еп. 1972)                               |
| Невенка Шаин       | (2 еп. 1972)                                     |
| Мирко Боман        | Изјигузица (2 еп. 1972)                          |
| Људевит Галић      | (2 еп. 1972)                                     |
| Љубо Капор         | Кеко (2 еп. 1972)                                |
| Иван Ловричек      | (2 еп. 1972)                                     |
| Владимир Облешчук  | (2 еп. 1972)                                     |
| Тихомир Поланец    | Цека (2 еп. 1972)                                |
| Соња Повсић        | (2 еп. 1972)                                     |
| Вера Прегарец      | (2 еп. 1972)                                     |
| Јован Стефановић   | стражар на мосту (2 еп. 1972)                    |
| Марија Алексић     | вјештица (1 еп. 1972)                            |
| Франка Бачић       | (1 еп. 1972)                                     |
| Невенка Бенковић   | (1 еп. 1972)                                     |
| Добрила Бисер      | (1 еп. 1972)                                     |
| Ета Бортолаци      | (1 еп. 1972)                                     |
| Борис Фестини      | (1 еп. 1972)                                     |
| Божидар Грубишић   | (1 еп. 1972)                                     |
| Зденка Хершак      | (1 еп. 1972)                                     |
| Славица Јукић      | (1 еп. 1972)                                     |
| Вјенцеслав Капурал | (1 еп. 1972)                                     |
| Бранко Ковачић     | Дон Антон (1 еп. 1972)                           |
| Јозо Лепетић       | (1 еп. 1972)                                     |
| Наташа Маричић     | (1 еп. 1972)                                     |
| Андро Марјановић   | Дивац (1 еп. 1972)                               |
| Иво Марјановић     | Парон Стипе (1 еп. 1972)                         |
| Владимир Медар     | опћинар (1 еп. 1972)                             |
| Боро Милићевић     | (1 еп. 1972)                                     |
| Зоран Миљковић     | слуга Алија (1 еп. 1972)                         |
| Марија Шекелез     | (1 еп. 1972)                                     |
| Бранко Шпољар      | (1 еп. 1972)                                     |
| Звонимир Торјанац  | Џо Американац (1 еп. 1972)                       |
| Миле Виленица      | ђед без икаквог посла на овом свиту (1 еп. 1972) |
| Дара Вукић         | Луција (1 еп. 1972)                              |
| Звонко Жујић       | (1 еп. 1972)                                     |

Комплетна ТВ екипа  ▼
| Редитељ              | Антун Врдољак        | (13 еп. 1972)                     |
| Сценариста           | Иван Раос            | (13 еп. 1972)                     |
| Композитор           | Арсен Дедић          | (13 еп. 1972)                     |
| Директор фотографије | Вјенцеслав Орешковић | (непознат број епизода)           |
| Mонтажер             | Јелена Бјењаш        | (непознат број епизода)           |
| Mонтажер             | Војислав Бјењаш      | (непознат број епизода)           |
| Сценограф            | Душан Јеричевић      | (13 еп. 1972)                     |
| Костимограф          | Ика Скомрљ           | (непознат број епизода)           |
| Одсек за шминку      | Мирко Мачкић         | шминкер (13 еп. 1972)             |
| Одсек за шминку      | Берта Меглич         | шминкерка (непознат број епизода) |
| Помоћник режије      | Раденко Остојић      | помоћник редитеља (13 еп. 1972)   |